# Quadrata

Capitalis quadrata.

L’écriture capitalis quadrata (ou en abrégé quadrata, parfois aussi « écriture carrée ») est une écriture romaine. À l’époque romaine, littera quadrata désigne toutes les capitales, la « monumentale » gravée dans la pierre, comme sa version écrite au calame sur papyrus ou parchemin.
Aujourd’hui, on différencie la capitale monumentale (avec toutes ses traductions typographiques), le plus souvent gravée dans la pierre ou le métal, et la quadrata qui désigne l’écriture au calame ou au pinceau, bien qu’il s’agisse de la même écriture avec des outils différents.
Calquée sur son modèle employé dans l'épigraphie lapidaire, la capitalis monumentalis, la quadrata, avec d'autres écritures majuscules, a servi pour composer un nombre réduit de manuscrits latins à partir du Ier siècle. Il ne faut pas la confondre avec la textura quadrata qui est une écriture gothique. La notion de « capitale » ou de « majuscule » n’existait pas à l’époque romaine, l’écriture ne connaissant que cette forme. La distinction s’est opérée avec l’évolution de l’écriture jusqu’au Moyen Âge, et les dénominations de « capitale » et « minuscule » datent de la Renaissance.
Le nom de cette écriture ne vient pas d’une quelconque forme carrée, ni même de l’hypothèse que le lettre s’inscrit dans un carré, mais du sens dérivé de l’adjectif quadratus, qui peut aussi signifier « bien proportionné », par opposition aux écritures plus irrégulières, comme la rustica ou la cursive.
Théoriquement, la quadrata est écrite dans une « portée » qui délimite le haut et le bas des lettres. Comme la capitalis monumentalis, cette écriture comporte des empattements ; en revanche, les abréviations et les ligatures sont plutôt rares. Il n'y a ni espace typographique entre mots (cet usage n'apparaîtra qu'avec l'écriture onciale, entre le VIe et le VIIIe siècle), ni ponctuation.

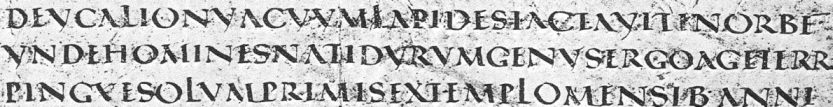
Échantillon de quadrata (ill. tirée de).

De la seconde moitié du Ier siècle av. J.-C. à la fin du IIIe siècle, c’est-à-dire sous les règnes des empereurs Auguste, Tibère, jusqu'à Trajan, Hadrien et Marc Aurèle, l’écriture quadrata connut son apogée. Aux côtés de l'onciale, elle demeura en usage jusqu'au VIe siècle, puis dans les manuscrits de prestige et dans les diplômes, encore au IXe siècle. Son usage s’est maintenu dans les initiales et les titres.
Alors que l'écriture quadrata a été surtout utilisée pour la transcription manuscrite des classiques (comme on le voit par exemple dans le Vergilius Augusteus), on utilisait plus fréquemment des écritures capitales, moins grasses et moins rigides pour les manuscrits courants : la rustica.
Pour les billets de la vie courante, on utilisait d'ailleurs le plus souvent une écriture cursive dérivée de la quadrata, la cursive romaine (cursive majuscule), au tracé plus simple et plus rapide. La quadrata écrite sur parchemin a été considérée comme une impasse, difficile à exécuter et sans possibilité d’évolution malgré les brillants exemples qui ont pu justifier son appellation de « capitale élégante ».

## Voir également
- Calligraphie
- Épigraphie
- Histoire de la typographie
- Paléographie

## Source
- (de) Cet article est partiellement ou en totalité issu de l’article de Wikipédia en allemand intitulé « Capitalis Quadrata » (voir la liste des auteurs).
- Claude Mediavilla, Calligraphie, Paris, Imprimerie nationale Éditions, 1993, 332 p. (ISBN 2743301597).
- Catherine Salles, Lire à Rome, Paris, Éd. Les Belles Lettres, 1994 (réimpr. 2008), 315 p. (ISBN 2-251-33813-6).